# Rastislav Kostka
Rastislav Kostka (* 11. září 1972, Partizánske) je bývalý slovenský fotbalista, obránce.

## Fotbalová kariéra
Hrál za Spartak Trnava, Ozetu Duklu Trenčín, 1. FC Synot Staré Město, Artmédii Petržalka a DAC Dunajská Streda. Za reprezentaci Slovenska nastoupil ve 2 utkáních. Střední obránce, dobrý hlavičkář.